# Ignacio Prendes
José Ignacio Prendes Prendes, né à Gijón le 22 février 1965, est un avocat et homme politique espagnol membre de Ciudadanos (Cs).
Il est député à la Junte Générale de la Principauté des Asturies de 2012 à 2015. Il est élu député aux Cortes Generales en décembre 2015.

## Biographie

### Études et profession
Ignacio Prendes, a étudié dans le Collège Jovellanos et dans l'IES Roces de Gijón. Il obtient une licence en droit à l'Université d'Oviedo en 1988,. Il possède un master en droit immobilier (MDI) à l'École Supérieure d'Architecture de l'Université Polytechnique de Madrid. Entre 1989 et 1992, il occupe la charge d'avocat de la Compagnie Telefónica dans les Asturies. Au mois de juin 1992, il devient titulaire de son propre bureau professionnel Iglesias & Prendes Avocats.

### Ascension au sein d'UPyD
Il a milité brièvement pour Ciudadanos et a fait partie de la Plate-forme Pro qui aboutit à la fondation d'Union, progrès et démocratie (UPyD). Il était membre de la Coordination Territoriale du parti dans les Asturies dès ses débuts. Il a été tête de liste pour les Asturies lors des élections générales de 2008. En novembre 2009, il a été le responsable de la commission chargée de l'organisation et des statuts, approuvée lors du premier congrès du parti. Il a été chargé de coordonner le programme pour les élections municipales et autonomiques de 2011. Il a été membre du Conseil de Direction de UPyD d'avril 2008 à décembre 2014 avant de démissionner en invoquant un manque de syntonie avec les dernières décisions stratégiques du parti, d'abord comme responsable d'Action Institutionnelle et postérieurement comme porte-parole et du Conseil Politique depuis la fondation du parti.

### Député régional
Il a également été candidat à la présidence des Asturies pour UPyD lors des élections autonomiques de 2011 et  2012. Il est élu député de la circonscription centrale après que UPyD ait obtenu 18.739 votes (3,75%) au niveau régional.
Le 8 avril 2015, il a été expulsé de UPyD après avoir promu une candidature électorale conjointe avec Ciudadanos.
Lors des élections autonomiques de 2015, il concourt comme indépendant en seconde position sur la liste de Ciudadanos à la Junte générale de la Principauté des Asturies. Il est élu député avec deux autres collègues pour la circonscription centrale en ayant obtenu 38.197 votes (7,11%),.

### Député au Congrès
Lors des élections générales du 20 décembre 2015, Ignacio Prendes est élu député pour les Asturies aux Cortes Generales et nommé deuxième secrétaire du bureau du Congrès des députés.
Le 19 juillet 2016, il est nommé premier vice-président du Congrès des députés avec le soutien du Parti Populaire et de Convergence démocratique de Catalogne.